# Édes Jenő
Édes Jenő (Aszófő, 1881. augusztus 31. – Budapest, 1956. július 6.) tanár, író.

## Életútja
Édes János és Izer Alojzia fiaként született. Tanári oklevelét a Budapesti Tudományegyetemen szerezte, majd 1906-tól Munkácson tanított. Néhány hónapig működött Tatán, majd 1920-tól 1941-ig Budapesten volt középiskolai tanár. Nyugdíjazásakor megkapta a főtanácsosi címet. Művei nyelvészeti, filológiai tankönyvek és szépirodalmi munkák. Halálát tüdőrák okozta. Felesége Scheftsik Margit volt, akivel 1907-ben kötött házasságot Bicskén.

## Művei
- M Tullius Cicero válogatott beszédei (szerk.) Budapest, 1929
- Elementa latina. Módszeres latin olvasókönyv a reálgimnázium 3-4. osztálya számára. Budapest, 1933, 1935
- Latin-magyar szótár. A középiskolák használatára (átdolgozott). Budapest, 1942